# إرنست جون أوبيينا
إرنست جون أوبيينا (مواليد 17 نوفمبر 1995) هو لاعب قفز بالزانة فلبيني، حصل على الميدالية البرونزية في بطولة العالم لألعاب القوى 2022.